# Charles Krug
Ne doit pas être confondu avec Charles Krug (homme politique).
Charles Krug (1825–1892) a été parmi les pionniers de la vinification dans la Napa Valley, en Californie, et a été le fondateur de la Charles Krug Winery.

## Biographie
Charles Krug est venu de Prusse aux États-Unis en 1847. Il devient citoyen américain en 1852. 
Il débute comme apprenti vigneron pour les familles Haraszthy et Patchett, avant de s'installer à son compte.
Il épouse Carolina Bale en 1860, la fille d'un des pionniers de la Napa Valley et la petite fille de María Isidora Vallejo, descendante de l'influente famille Vallejo.
Krug est introduit dans le Hall of fame du Culinary Institute of America en 2007.